# Štefanja Gora
Štefanja Gora este o localitate din comuna Cerklje na Gorenjskem, Slovenia, cu o populație de 97 de locuitori.